# Мацкявичюс, Витаутас
Ви́таутас Мацкя́вичюс (лит. Vytautas Mackevičius; 14 января 1911, Шяуляй — 11 июля 1991, Вильнюс) — литовский художник, заслуженный деятель искусств Литовской ССР (1954), народный художник Литовской ССР (1963), лауреат Государственной премии Литовской ССР (1970).

## Биография
В 1923—1928 годах учился в Шяуляйской учительской семинарии, в 1928—1935 годах учился в Каунасской художественной школе у Пятраса Калпокаса и Владаса Диджёкаса. Придерживался левых взглядов; в 1933—1935 годах состоял членом Литовской коммунистической партии. В 1934—1935 годах был сотрудником нелегального сатирического журнала «Шлуота» („Šluota“, «Метла»). В 1938—1939 годах учился в Национальной высшей школе изящных искусств в Париже.
В 1940—1941 годах занимал должность инспектора отдела искусства управления по делам искусства при Совете министров Литовской ССР, в 1944—1951 годах заведующий управлением.
В 1945—1951 годах преподаватель Вильнюсского художественного института, с 1951 года — Художественного института Литовской ССР; с 1954 года профессор. В 1953—1974 годах ректор Художественного института. В 1956—1958 годах председатель правления Союза художников Литовской ССР.
С 1939 года участвовал в выставках. Персональные выставки проходили в Вильнюсе, Каунасе, Шяуляй (1961).
Умер в Вильнюсе. Похоронен на Антокольском кладбище.

## Творчество
Среди произведений — тематические композиции («Свет и мрак», 1969; «Борющаяся Испания», 1977; «Совещание в подполье», 1980), не избежавшие налёта официальности и академизма портреты Борисаса Даугуветиса (1946), Йонаса Кузминскиса (1955), Чюрлёниса (1971), также поздние автопортрет (1978) и портрет художника Яна Рустема среди учеников (1979), натюрморты, пейзажи («Мост через Сену», 1938; «Первый снег», 1946; «Флоренция», 1957; цикл «Вильнюс и его окрестности»; 1983—1985). Характерными чертами реалистических живописных произведений Мацкявичюса являются актуальная тематика, лиризм, подчас политизированность и иллюстративность («Расстрел», 1945; «Партизаны», 1946; «1919 года в Литве», 1957".
Помимо живописи, занимался карикатурой, политическим плакатом, иллюстрациями.

## Награды и звания
- 1950 — орден Трудового Красного Знамени
- 1954 — орден Трудового Красного Знамени
- 1954 — заслуженный деятель искусств Литовской ССР
- 1963 — народный художник Литовской ССР
- 1970 — Государственная (Республиканская) премия Литовской ССР
- 1981 — орден Дружбы народов
- орден «Знак Почёта»
- орден Октябрьской Революции